# シーザー・グレイシー
シーザー・グレイシー（Cesar Gracie）は、ブラジルの男性柔術家、総合格闘家。アメリカ合衆国カリフォルニア州在住。シーザー・グレイシー柔術アカデミー主宰。ブラジリアン柔術七段。

## 来歴
カーロス・グレイシーJrよりブラジリアン柔術黒帯を授かった。
若年よりアメリカに渡り、1980年代に本格的に始まるグレイシー一族の渡米、移住を助ける。南カリフォルニアにてホリオン、ヒクソン、マチャド兄弟より柔術を学び黒帯を取得、その後カリフォルニア州にシーザー・グレイシー柔術アカデミーを設立。デビッド・テレル、ジェイク・シールズ、ニック・ディアス、ネイサン・ディアス、ギル・カスティーリョ、ギルバート・メレンデスなどの選手を育成した。
2006年3月10日、自らの総合格闘技デビューとなったStrikeforce旗揚げ戦のメインイベントでフランク・シャムロックと対戦し、開始21秒右フックでKO負け。

## MMAチームの成功
グレイシー・ファミリーはアメリカ全土に道場を開いているが、そのうちUFC等、総合格闘技のメジャー・イベントで活躍する選手をコンスタントに輩出しているのは、東部のヘンゾ、中部のカーウソン、西部のシーザーだけだといえる。ヘンゾは渡米した当時、シーザー下で世話になっており、当時より伝統的な柔術よりMMA・ノー着を中心にビジネスを展開する構想を持つシーザーに影響された。MMAをアメリカに紹介したのがホリオンなら、そのMMAでグレイシー・メソッドを用いて一番成果をあげ、成功のモデルを築いたのがシーザーだといえよう。
現在も、UFC、Strikeforce、DREAMなど世界の舞台で活躍を続ける弟子達のおかげで、シーザー・グレイシー率いるチームは常勝軍団として恐れられている。青木真也も「強いMMAの選手を育てている」と舌を巻く。

## 戦績
| 総合格闘技 戦績 | 総合格闘技 戦績 | 総合格闘技 戦績 | 総合格闘技 戦績 | 総合格闘技 戦績 | 総合格闘技 戦績 | 総合格闘技 戦績 |
| --------------- | --------------- | --------------- | --------------- | --------------- | --------------- | --------------- |
| 1 試合          | (T)KO           | 一本            | 判定            | その他          | 引き分け        | 無効試合        |
| 0 勝            | 0               | 0               | 0               | 0               | 0               | 0               |
| 1 敗            | 1               | 0               | 0               | 0               | 0               | 0               |

| 勝敗 | 対戦相手               | 試合結果               | 大会名                           | 開催年月日    |
| ×    | フランク・シャムロック | 1R 0:21 KO（右フック） | Strikeforce: Shamrock vs. Gracie | 2006年3月10日 |